# Adrián de la Fuente Barquilla
Adrián de la Fuente Barquilla (nascut el 26 de febrer de 1999), de vegades conegut com a Dela, és un futbolista espanyol que juga com a defensa central al Llevant UE.

## Carrera de club
Nascut a El Escorial, Comunitat de Madrid, de la Fuente va fitxar per La Fábrica del Reial Madrid el 2007, procedent del CU Collado Villalba. El 10 de gener de 2018, quan encara era jove, va signar un contracte professional fins al 2022.
Ascendit a el filial de la Segona Divisió B abans de la temporada 2018-19, de la Fuente va debutar com a sènior el 26 d'agost de 2018, com a titular en una victòria per 2-0 a casa contra la UD Las Palmas Atlético. Inicialment titular habitual a l'equip de Santiago Solari, va perdre el seu lloc de titular després del nomenament de Raúl com a entrenador.
El 14 de setembre de 2020, de la Fuente va fitxar per un altre equip filial, després de signar un contracte de tres anys amb el Vila-real CF B, també de tercera divisió. Va debutar amb el primer equip el 30 de novembre de l'any següent, com a titular en una victòria per 8-0 fora de casa contra el Victoria CF, a la Copa del Rei d'aquella temporada.
De la Fuente va debutar com a professional amb l'equip B el 14 d'agost de 2022, com a titular en una victòria per 2-0 a casa contra el Racing de Santander. Va marcar el seu primer gol com a professional el 3 de setembre, marcant el primer gol del B en una victòria per 3-0 a casa contra el CD Mirandés.
El 29 de juny de 2023, de la Fuente va signar un contracte de tres anys amb el Llevant UE, també de segona divisió.

## Palmarès
Llevant
- Segona Divisió: 2024–25